# 二荒芳徳
二荒 芳徳（ふたら よしのり、旧字体：二荒󠄁 芳德、1886年（明治19年）10月26日 - 1967年（昭和42年）4月21日）は、愛媛県生まれの政治家、官僚。伯爵。日本体育専門学校（現日本体育大学）校長。のち日本体育大学名誉教授。

## 生涯
伊予宇和島藩9代藩主伊達宗徳（華族令により伯爵、のち侯爵）の九男、伊達九郎として生まれ、二荒芳之伯爵（1909年（明治42年）8月に逝去、北白川宮能久親王の庶子）の養子となり改名した。
1915年（大正4年）7月16日、北白川宮家の拡子女王（芳之の異母妹）との結婚の勅許が下り、7月20日に婚姻した。
1917年（大正6年）に欧州に留学後、1921年（大正10年）の皇太子裕仁親王の欧州訪問の随行員にも選ばれている。
1925年（大正14年）7月10日に実施された貴族院伯・子・男爵議員選挙において、当選を果たす。
この他歴任した役職は、静岡県理事官、宮内書記官・兼同参事官・兼式部官、東宮職御用掛、学習院講師等であり、厚生省顧問、学習院評議会会員、国民体力審議会委員、外務省委員など多数。
海外経験も豊富で、1931年（昭和6年）の万国議院商事会議（プラハ）、1933年（昭和8年）の第29回列国議会同盟会議（マドリード）、1937年（昭和12年）の第33回列国議会同盟会議（パリ）に派遣されている。
東宮職御用掛を務めていた1926年（大正15年）、北一輝一派が北海道の御料林払い下げをめぐり汚職があったとして宮内省関係者を攻撃（宮内省怪文書事件）。二荒は北と面会するなど事件のもみ消しに回ったほか、北らの捜査が行われる過程で検事の召喚を受けた。
戦前期においては、スカウト運動や教育に関する著作が多数ある。
1940年（昭和15年）、甥の北白川宮永久王が戦地で殉職（事故死）した際には、芳徳は『嗚呼北白川宮殿下』を作詞（作曲：古関裕而）してその「戦死」を讃えた。
1951年（昭和26年）3月3日、皇太子裕仁親王の欧州訪問30周年の記念日にあたり、当時の随行者の一人として皇居に招かれた。

### 年譜
- 1913年（大正2年） - 東京帝国大学法科大学政治科卒業[4]
  - 静岡県理事官に任官[4]
- 1917年（大正6年） - 欧州に留学[4]
- 1921年（大正10年） - 皇太子裕仁親王の欧州訪問（3月3日～9月3日）に随行[4]
- 1922年（大正11年） - 少年団（ボーイスカウト）日本連盟の初代理事長に就任（総長は後藤新平、副理事長は三島通陽）
- 1925年（大正14年） - 貴族院伯爵議員に当選[6]（1947年（昭和22年）5月2日まで在任[1]）
- 1931年（昭和6年） - 　世界スカウト機構の委員会メンバーに就任（～1938年）
- 1937年（昭和12年） - ボーイスカウト世界大会出席のため渡蘭し、帰途ドイツ視察[11]
- 1938年（昭和13年） - 体操学校校長就任。
- 1941年（昭和16年） - 大日本少年団連盟の副団長に就任。
- 1946年（昭和21年） - 日本体育専門学校（旧体操学校）退職。
- 1949年（昭和24年） - ボーイスカウト日本連盟顧問、総コミッショナーに就任。

## 人物像
貴族院伯爵議員に当選した1925年（大正14年）当時、「聡明にしてノーブル」かつ「温和な容貌」に加え、スポーツで鍛えられた肉体と洗練された弁舌ぶりによる覇気と才知を有すると評された。

## 血縁
- 妻：二荒拡子[4]
- 子：

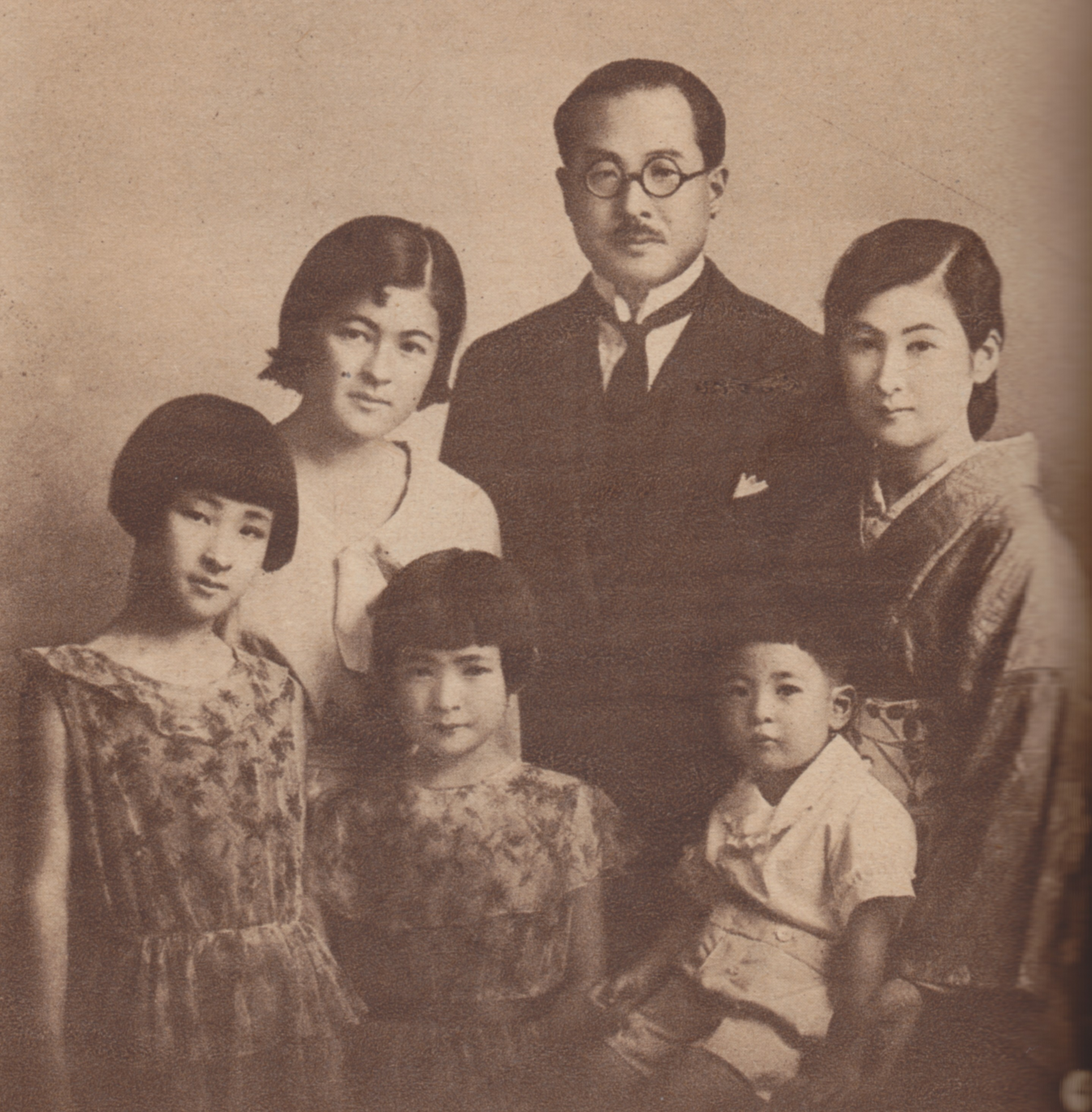
二荒芳徳と家族（昭和初期）

  - 長女：荒尾富士子（1916年生）[4] - 荒尾博正男爵夫人
  - 三女：井上明子（1923年生）[4] - 井上光貞夫人
  - 四女：石坂治子（1925年生）[4] - 石坂一義（日本銀行理事を経てケンウッド社長）夫人
  - 長男：二荒芳忠（1930年生） - 東芝EMI勤務を経てハワイアン評論家、エセル中田と結婚
  - 次男：二荒芳彦（1934年生）
- 義兄弟：北白川宮成久王、竹田宮恒久王、小松輝久侯爵、二荒芳之伯爵、上野正雄伯爵ほか

## 栄典
- 1913年（大正2年）12月10日 - 正五位[13]
- 1931年（昭和6年）5月1日 - 帝都復興記念章[14]
- 1940年（昭和15年）8月15日 - 紀元二千六百年祝典記念章[15]

## 著作

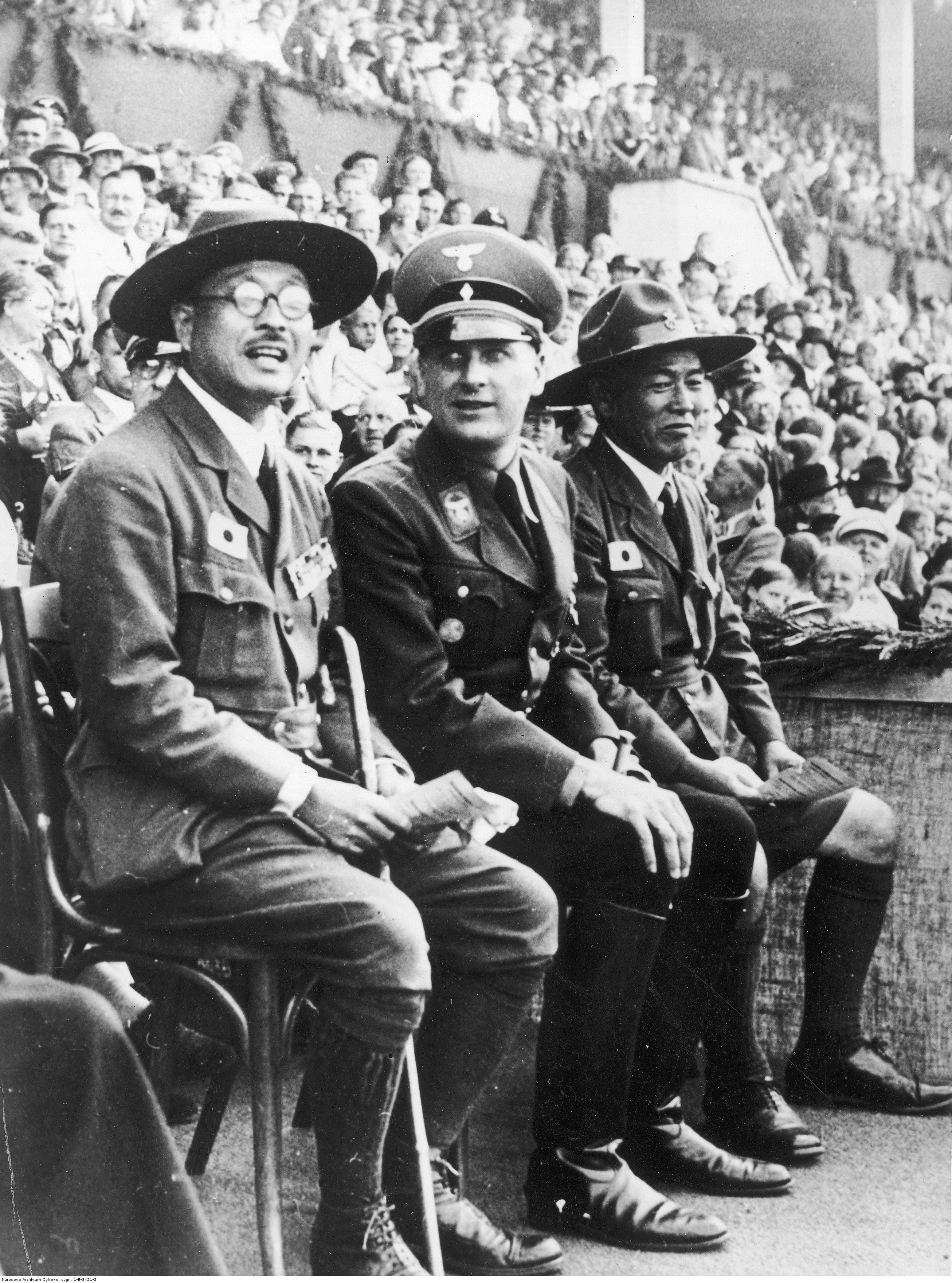
二荒芳徳(左)とシーラッハ(その右、1937年)

- 二荒芳徳『少年団夜話』奉公会、1922年。全国書誌番号:43009986。（NDLJP:940131）
- 二荒芳徳『少年団の精神』奉公会、1922年。全国書誌番号:43009994。（NDLJP:940139）
- 澤田節蔵・二荒芳徳『皇太子殿下御外遊記精神』東京日日新聞社・大阪毎日新聞社、1925年。全国書誌番号:43009994。（NDLJP:967790）
- 二荒芳徳『エチケット』人性社、1925年。全国書誌番号:42011036。（NDLJP:916712）
- 二荒芳徳『若き日本の行くべき道』社会教育研究所、1925年。全国書誌番号:42012000。（NDLJP:917740）
- 二荒芳徳『新日本の自主的建設』東京宝文館、1926年。全国書誌番号:43046594。（NDLJP:981752）
- 二荒芳徳『今上陛下の御聖徳』社会教育協会、1927年。全国書誌番号:44019284。（NDLJP:1091019）
- 二荒芳徳『少年団と青年団』社会教育協会、1927年。全国書誌番号:44030833。（NDLJP:1437448）
- 二荒芳徳『聖上陛下の御盛徳に就て』大阪府警察部消防課、1927年。全国書誌番号:44020516。（NDLJP:1091787）
- 二荒芳徳『聖徳を仰ぎて』北星堂書店、1928年。全国書誌番号:44036401。（NDLJP:1101298）
- 二荒芳徳『わが魂をかへりみて』武田交盛館、1929年。全国書誌番号:21346817。（NDLJP:1184837）
- 二荒芳徳『敢然頂角を往く』実業之日本社、1929年。全国書誌番号:46080430。（NDLJP:1268566）
- 二荒芳徳『少年団健児教本 : 稿本 序巻 (宣誓・「おきて」義解篇)』少年団日本聯盟需品部、1929年。全国書誌番号:44022816。（NDLJP:1446027）
- 二荒芳徳『思想非常時と現代教育の革新』大日本力教会東学社、1933年。全国書誌番号:46091837。（NDLJP:1442952）
- 二荒芳徳『聖勅謹解』大日本図書、1936年。全国書誌番号:44045812。（NDLJP:1035758）
- 二荒芳徳『日本よい國』大日本雄辯會講談社〈講談社の繪本〉、1938年7月。全国書誌番号:20473684。（NDLJP:1872058）
- 二荒芳徳・大日方勝『ヒットラーと青年』成美堂、1938年。全国書誌番号:46071037。（NDLJP:1116452）
- 二荒芳徳『独逸は起ちあがつた』実業之日本社、1938年。全国書誌番号:46065443。（NDLJP:1278343）
- 二荒芳徳『八紘為宇の御精神と明日の日本の道』湯川弘文社、1941年。全国書誌番号:44011554。（NDLJP:1278320）
- 二荒芳徳『皇国の道を直視して』湯川弘文社、1941年。全国書誌番号:46037194。（NDLJP:1682933）

作詞
- 『嗚呼北白川宮殿下』（作曲：古関裕而）
- 『胸張れよ』（作曲：有馬大五郎）